# Kenneth Eriksson
Kenneth Eriksson (Äppelbo, Vansbro, Suécia, 1956) é um ex-piloto de ralis sueco. Participou no Campeonato Mundial de Rali (WRC). Conduziu para diferentes marcas, como a Subaru, Mitsubishi, Hyundai e Skoda. 
Foi na temporada de 1986 Campeão do Mundo do Grupo A, sendo esse ano o primeiro e último dessa categoria, foi igualmente a sua melhor prestação de sempre, ultrapassando todas as fatalidades ocorridas nessa temporada.

## Carreira
A sua melhor classificação no WRC foi um terceiro lugar na geral ao volante de um Mitsubishi na temporada de 1995. Venceu de forma controversa o Rali da Suécia nesse mesmo ano, em que estava na sua perseguição o 2º classificado e companheiro de equipa Tommi Mäkinen. Mudou-se depois para a Subaru na temporada de 1997, para conduzir o novo Subaru Impreza WRC, ao lado de Colin McRae. 
No final da temporada de 1997 Eriksson e o seu habitual co-piloto Steffan Parmander ganharam 6 ralis no WRC. Entre elas está a famosa vitória no Rali da Nova Zelândia de 1997, em que em determinada especial tomou a liderança do rali, quando uma ovelha atravessou-se na frente do Ford de Carlos Sainz, acabando por bater. Entre 1995 e 1997, igualmente triunfou por três vezes seguidas no Asia-Pacific Rally Championship (APRC).
Após terminar em 4º lugar no Rali da Suécia na temporada de 1998, Eriksson foi afastado da Subaru ao ter-se recusado conduzir o kit-car, acabando por se juntar á equipa da Hyundai. Foi contratado para ser o condutor de fábrica quer do Hyundai Coupé e eventualmente do novo Hyundai Accent WRC, sendo o companheiro de equipa do escocês Alister McRae. 
Conseguiu um 6º lugar na temporada de 2001 no Rali da Grã-Bretanha, tendo sido os únicos pontos arrecadados pela equipa, sendo essa a última corrida pela equipa. Mudou-se na época seguinte para a Skoda, ao lado da navegadora Tina Thorner.
Eriksson abandonou a carreira dos ralis no final de 2003.
Eriksson tem competindo na Race to the Sky, é uma prova moto que acontece em Cardrona Valley, na Nova Zelândia. Acabou em 2º lugar em 2005, 2006 e 2007.

### Vitórias no WRC
| # | Evento                           | Temporada | Co-piloto         | Carro                   |
| - | -------------------------------- | --------- | ----------------- | ----------------------- |
| 1 | 19ème Rallye Côte d'Ivoire       | 1987      | Peter Diekmann    | Volkswagen Golf GTI 16V |
| 2 | 40th International Swedish Rally | 1991      | Staffan Parmander | Mitsubishi Galant VR-4  |
| 3 | 44th International Swedish Rally | 1995      | Staffan Parmander | Mitsubishi Lancer Evo 2 |
| 4 | 8th Telstra Rally Australia      | 1995      | Staffan Parmander | Mitsubishi Lancer Evo 3 |
| 5 | 46th International Swedish Rally | 1997      | Staffan Parmander | Subaru Impreza WRC      |
| 6 | 27th Smokefree Rally New Zealand | 1997      | Staffan Parmander | Subaru Impreza WRC      |